# 紫花猫薄荷
紫花猫薄荷（学名：Nepeta × faassenii）是一种园艺栽培的荆芥变种，草本，茎为四棱形，单叶对生，花为蓝紫色或白色，在夏秋季开花。
紫花猫薄荷一般不以种子繁殖，多用扦插或分蘖的方式繁殖。 

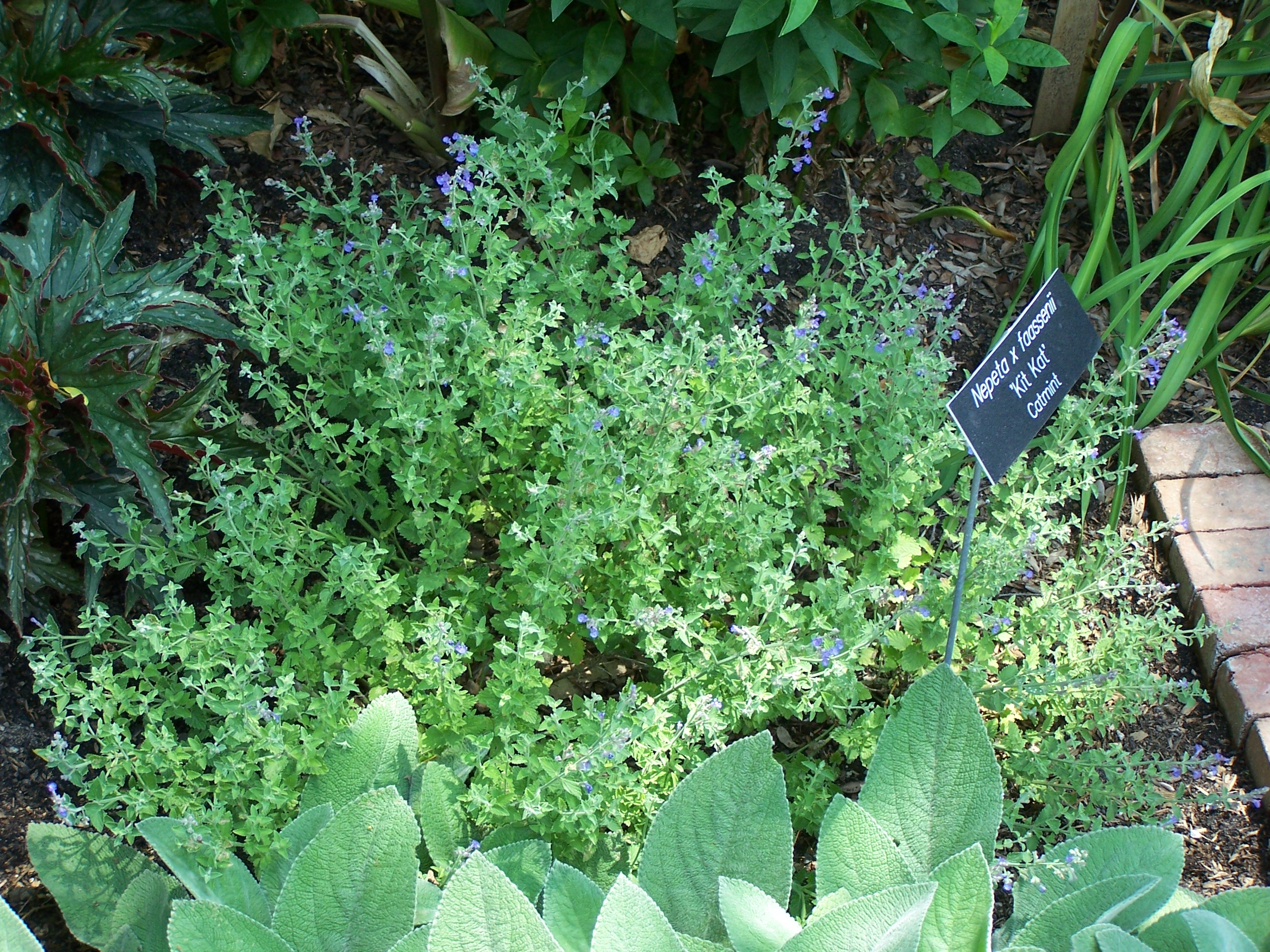